# جامعة بريازوفسكي التقنية الحكومية
جامعة بريازوفسكي التقنية الحكومية مؤسسة تعليم عالي أوكرانية، (بالأوكرانية: Приазовський державний технічний університет) هي جامعة تقع في دنيبروبتروفسك أوبلاست، أوكرانيا. أُسِّسَت سنة 1930.

## التاريخ

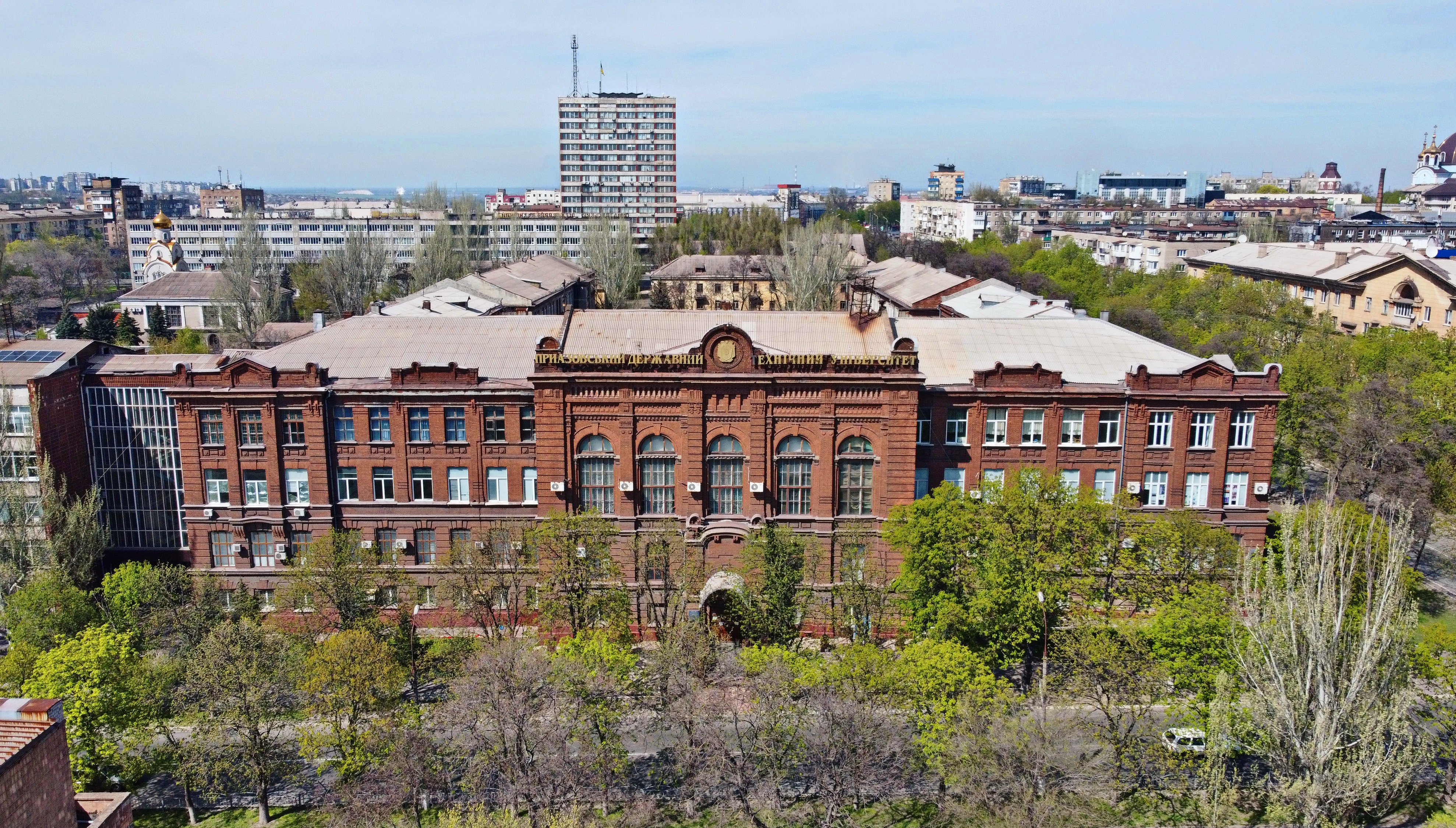
جامعة بريازوفسكي التقنية الحكومية

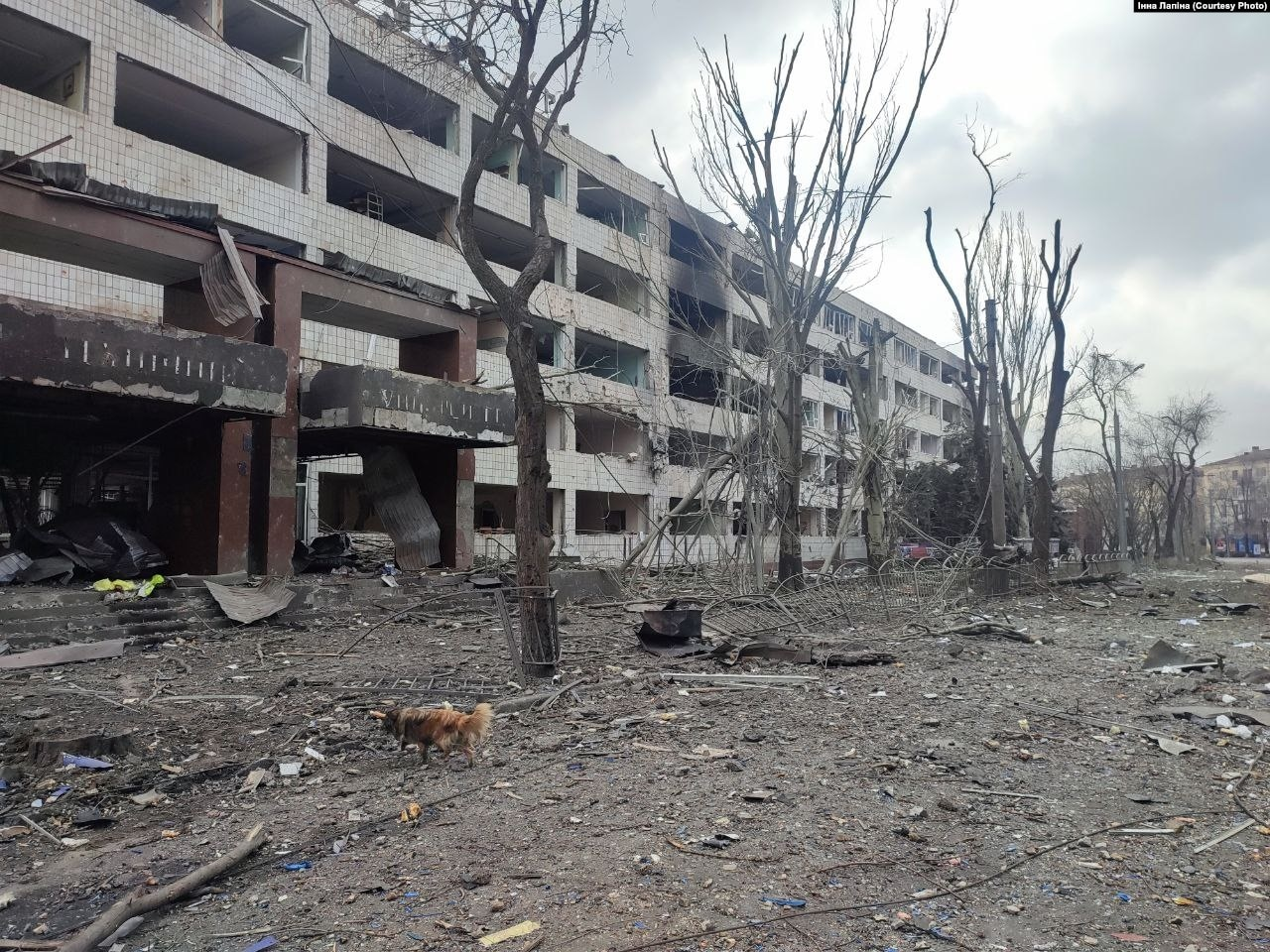
بعض من مباني الجامعة التي دُمِّرت في 2022.

تأسست جامعة بريازوفسكي التقنية الحكومية في نوفمبر 1930 مدرسةَ تدريب احترافية لعمال شركة ILYICH لأعمال الحديد والصلب. وفي عام 1933 أصبحت معهد ماريوبول للمعادن. من عام 1948 حتى عام 1989 كانت معهد جدانوف للمعادن. ومن عام 1989 إلى عام 1993 أصبح المعهد مرة أخرى معهد ماريوبول للمعادن. أُنشِئ قسم الدراسات العليا في عام 1960. وفي عام 1993 حصلت جامعة PSTU على وضع الجامعة بموجب القرار رقم. 956 وأصبحت جامعة بريازوفسكي الحكومية التقنية. منذ عام 2009 اسمها الرسمي هو مؤسسة التعليم العالي الحكومية «جامعة بريازوفسكي الحكومية التقنية». دُمِّرت بعض مباني الجامعة خلال حصار ماريوبول في عام 2022.